# Adolfo Reyes
Adolfo Reyes C. Guillot (4 de febrero de 1890 – 26 de marzo de 1968) fue un periodista, novelista, ensayista y dramaturgo español.

## Biografía
Fue hijo del famoso escritor malagueño Arturo Reyes Aguilar y de Carmen Conejo Guillot.
Adolfo sufrió una grave afección a la vista en su niñez, lo que le impidió asistir a la escuela pero esta deficiencia fue compensada por su curiosidad y el afán de saber de un verdadero hombre de letras.
En 1922 contrajo matrimonio con Victorina Téllez Alcaide. Tuvieron cinco hijos. Trabajó como funcionario en la Diputación Provincial de Málaga. Manejaba varias idiomas (incluso latín, griego, árabe, alemán).
Colaboró en diferentes periódicos Los Lunes de El Imparcial, El Cronista y La Nación (de Buenos Aires).
Con respecto a sus proyectos culturales, en su juventud fundó la primera biblioteca circulante en Málaga, con el nombre de La Novelera Andaluza, con el objeto de acercar el libro y la cultura al pueblo. Intentó publicar una revista con los Archivos Malagueños y crear una Biblioteca de Autores Malagueños.
En 1922 fundó el Centro de Estudios Andaluces junto a su amigo Juan Marqués Merchán, con un sugestivo programa que se ve truncado en 1936 por la Guerra civil española. 
Dedicó tiempo también a otras actividades culturales en Málaga. Fue fundador y primer director del Instituto de Cultura de la Excelentísima Diputación Provincial, fue miembro de la Comisión Provincial de Monumentos de Málaga y de la Asociación de la Prensa de Málaga. Dirigió y sostuvo hasta su clausura la Real Escuela de Declamación, Música y Buenas Letras, fundada por José Ruiz Borrego, Narciso Díaz de Escovar y por su padre Arturo Reyes.
Falleció por un cáncer de laringe en 1968. Sus obras completas se publicaron en 1969. En 1974 el Ayuntamiento de Málaga honró al escritor poniéndole su nombre a una calle del municipio de Torremolinos.

## Obra
Cultivó muy variados géneros literarios como cuentos, novelas, ensayos, memorias y teatro dejando como huella la elegancia y la sutileza de su estilo. En sus escritos todavía se pueden admirar la musicalidad de la lengua, acompañada por una visión serena y una ironía delicada. Entre sus cuentos más conocidos son: La Lámpara de Arcilla, La Llama, Idilio antiguo y Las noches de Chrysis.

### Novelas
- Las Cenizas del Sándalo (1916)
- El Carro de Asalto (1922)

### Ensayos
- Ensayos moriscos (1936)
- Ideario en estampas (1947)

### Teatro
- Peranzul
- Don Lope de Sosa
- Tragedia de villanos
- La Danzarina y el Flautista
- Idilio antiguo